# 5·4 운동

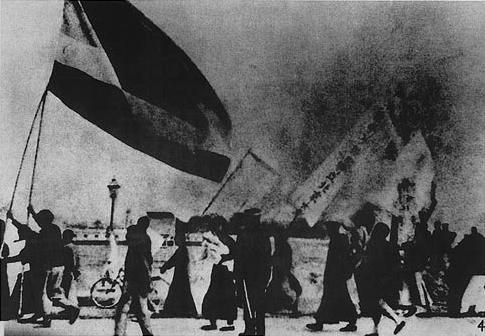
5·4 운동에 참가 중인 베이징 대학 시위대가 오색기를 들고 행진하는 모습

5·4 운동(중국어 간체자: 五四运动, 정체자: 五四運動, 병음: Wǔsì yùndòng 우쓰윈둥[*], 한자음: 오사운동)은 1919년 중화민국 시대 중국에서 발생한 반제국주의 학생 운동이다.
제1차 세계 대전으로 유럽 열강의 관심이 중화민국에서 멀어지자 일본은 산둥을 점령하려고 21개조 요구(1915년) 등으로 중국에 대한 압력을 가중하고 있었다. 대전이 끝나자 독일에 대한 전승국인 일본·영국·프랑스·이탈리아·미국·중국 등은 파리 강화 회의(1919~1920년)를 개최하였다. 이 회의에서 중국은 산둥의 주권을 회복하고 21개 조로 이루어진 불평등조약을 폐지할 것을 제의했으나 전승국들이 이를 거부하며, 일본의 주장을 받아들였다.(1919년 4월 21일) 그 결과 31개 연합국과 독일 간의 강화조약이 맺어지는데 중국 정부가 이 조약을 인정하려고 들었다. 그러자, 이러한 소식을 전해 듣고 분개한 청년 학생들은 약 3,000여 명이 톈안먼에 모여 집회를 하고 시위를 벌여 반대의 기세를 올렸다.(5월 4일) 이 가운데 덩중샤 등을 비롯한 청년들은 강화조약에 대한 불만과 울분을 당시 외무차관이었던 차오루린(曺汝霖)의 집을 불태워버리는 것으로 표출하였다. 시위자들 사이에는 이미 21개 조항 요구 반대의 경험이 있었고, 또한 신문화운동도 앞서 이뤄져 왔는데, 이는 중국 유교 사상을 비판하는 것이 주를 이뤘고, 천두슈 등이 실행한 이데올로기적 실천과 모두 다 일치하지는 않았으나, 전통 문화와 사상이 강도 높게 비판되었다.
베이징의 정부는 진압에 나서서 30여 명을 체포하였다. 천두슈, 리다자오, 루쉰 등 베이징 대학 교수, 강사와 학생들은 시위 행동에 나서면서 정부에 대항하였는데 톈진·상하이·난징·우한에까지 파급되어 노동자들의 전국적인 파업을 호소하고 외국 회사 상품의 불매 등을 외쳤다. 6월 3일 중국 정부는 시위가 확대하는 것을 진압하고자 하였고, 학생 약 1,000명을 체포하였다. 6월 3일의 이 사건은 시위자들이 분노하는 결과가 되어, 6월 5일부터 상하이 기타 도시에서의 노동자 파업, 상가 및 공장 폐쇄, 시위 폭동 등으로 나타났으며, 전국의 각계 노동자 연합 전선 조직이 성립되었다. 사회적 혼란을 불러오자 중화민국 정부도 파리 평화회의의 조인을 재고하지 않을 수 없었다. 처음에 국가 사태에 울분을 표한 이들로 인한 시위에는 급진적인 볼셰비키와 베이징 대학 마르크스주의 연구회 조직원들의 참여도 포함되었으며 러시아 혁명을 중국에 이식시키고자 했던 시위자들로 인해 시위의 성격과 추이에 또한 영향이 있었다. 그 후 중국 내 이념 투쟁의 출발점이 되기도 하는데, 코민테른은 그리고리 보이틴스키를 밀사로 중국에 파견하여 당시 시위 운동의 이데올로기적 중심 인물이었던 리다자오와 천두슈를 종용하여 중국에 소비에트 조직이 결성되도록 하였다. 이에 5·4 운동의 참여자 중 러시아 혁명의 길을 따르고자 하는 시위자들을 대상으로 중국 공산당이 창당되어 파업과 폭동 등이 조직적으로 전개되기 시작하였다.

## 배경
제1차 세계대전이 일어나자 일본은 1914년 8월 독일에 선전포고를 한 뒤, 중국에 있던 독일의 조차지 칭다오를 비롯한 산둥반도 전역에서 군사행동을 벌였고, 이어 1915년 1월 18일에는 위안스카이 베이징 정부에 이른바 '21개조 요구'를 제기했다. 요구의 핵심은 산둥에 있는 독일의 권익을 일본이 계승한다는 것이었고, 1915년 5월 9일 중국은 일본의 최후통첩에 굴복하여 이를 수락했다.(→21개조 요구) 이듬해(1916년) 위안스카이가 죽은 후 실권을 장악한 돤치루이 정권은 일본으로부터 막대한 차관을 구해 일제에 소극적 성격이 있었다. 중국은 1917년에 독일에 선전포고를 했고, 그 뒤에도 유럽 전선에 공병대를 파견했다. 제1차 세계대전이 끝난 다음 해인 1919년 1월부터 파리 강화 회의가 열렸다. 연합국의 일원으로 참전하여 승전국의 입장에 서게 된 중국도 참가했다. 중국은 패전국인 독일이 산둥 내에서 차지하고 있던 식민지적 권익을 중국이 돌려받아야 한다고 주장했다. 선전포고로 인해 이미 독일과의 조약관계는 소멸하였다고 할 수 있었다. 그런데, 일본은 21개 조 요구 가운데 산둥 문제에 관한 것에 대하여는, 돤치루이 정권이 1918년 일본과 교환한 산둥 문제에 관한 공문을 근거로 산둥 문제는 중·일 간의 문제라고 주장했다. 문서상의 증거가 있던 데다 영국·프랑스 등의 연합국이 1918년의 중·일 협약을 지지해주기로 일본과 약속했었으므로, 4월 21일의 회의에서 결국 일본 측의 주장이 승인되었다. 결국, 파리 강화 조약에 의해 중국은 승전 후의 어떠한 실익도 거둘 수 없었다. 게다가 도리어 다른 승전국들의 욕심을 채워주기 위해 영토보전의 권리까지 포기하지 않으면 안 되는 상황이 벌어진 것이었다. (→파리 강화 회의)

## 전개

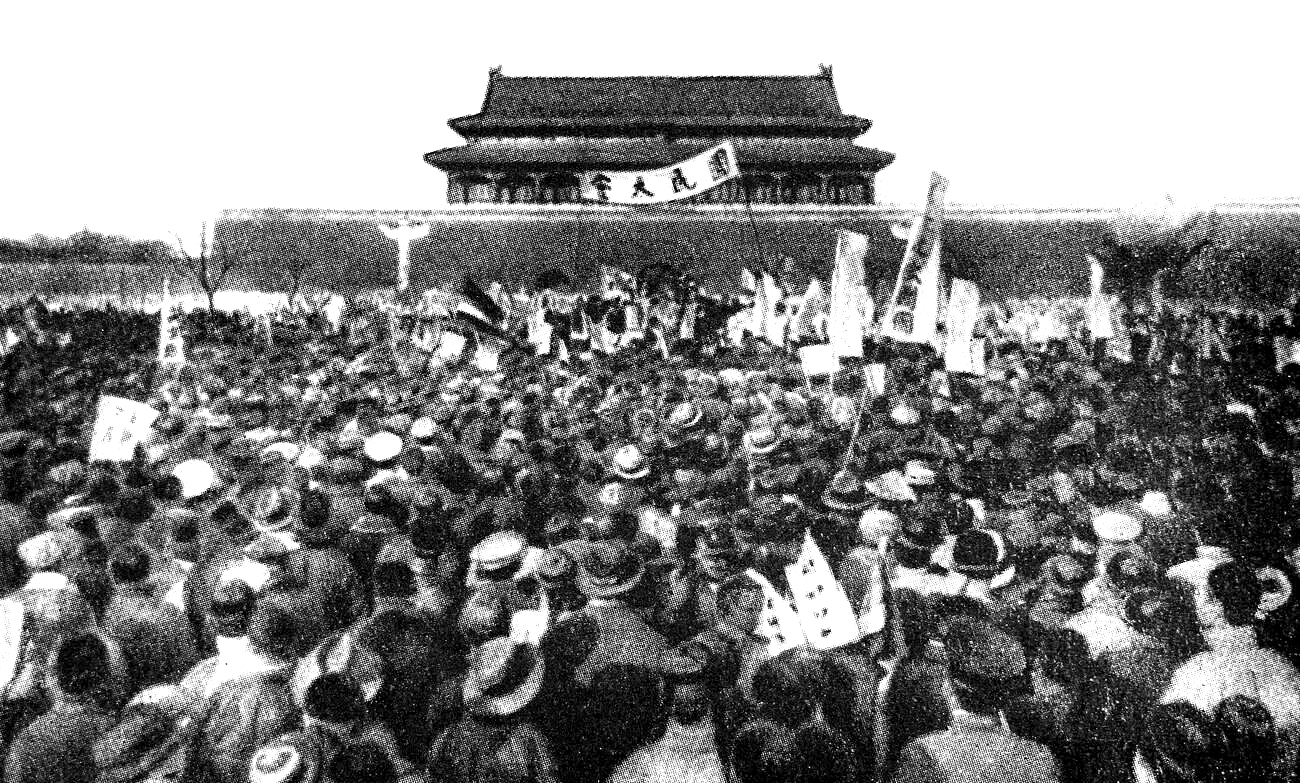
천안문 광장에서 시위 중인 학생들과 시민들

산둥반도 문제에 관한 파리강화회의의 결정을 알리는 전보가 1919년 4월 30일 베이징에 퍼졌고, 이어 5월 1일부터 5월 3일까지 베이징의 신문에 산둥의 권익을 일본에 빼앗긴 소식과 그 이유가 보도되었다. 이 소식은 곧 전국으로 퍼져 중국 국민들은 충격과 분노를 느꼈다. 준비모임 끝에 베이징의 학생들은 5월 4일 천안문에 모여 대시위를 하기로 했다. 학생들 외에 외교협회 등의 단체에서 강화 조약 조인 거부, 친일파 조치 등의 요구에 동참했고, 외교협회 주관으로 5월 7일에는 국치(國恥) 기념대회가 열릴 예정이었지만, 학생들은 5·7 대회에 앞서 독자적으로 대회를 열자고 한 것이었다.
5월 4일 오후 1시 30분쯤 톈안먼 광장에 북경 시내 13개 대학을 대표하여 3,000여 명의 학생들이 집결했다. 이들 학생시위대는 각국 외교사절들에게 청원서를 제출하기 위해 공사관 구역으로 갔으나 일요일이라 뜻을 이루지 못한 채, 1915년에 일본이 요구한 21개 조를 조인하여 매국 관료로 지목되어온 차오루린(曹汝霖)의 집으로 향했다. 덩중샤 등 청년들은 차오루린의 집에 있던 또 다른 인물, 주일 중국대사를 발견하여 구타한 뒤 집에 불을 질렀다. 사태가 과격하게 치닫자 정부는 진압에 나섰고, 시위자들의 일부를 체포했다. 5일부터 베이징 대학 학생들은 체포학생 석방을 내걸고 수업거부를 했다. 격화한 여론은 시위에 계속 나서도록 했고, 정부는 진퇴양난에 처했다. 6일 경찰총감과 베이징 대학 차이위안페이(蔡元培) 총장 사이에 협상이 벌어져 수업재개와 7일의 대회에 불참한다는 조건으로 학생들이 석방되었다. 그러나 7일이 지난 후 정부 내에서는 시위 운동의 성격이 의심되자 다시 강경책을 내놓으며 차오루린 등을 유임시키고 경찰총감과 차이위안페이를 해임하려 하자, 9일 이후 차이의 유임문제를 둘러싸고 다시 학생의 시위가 계속되기도 했다.
학생들의 일본 상품배척, 국산품 애용 강연 활동 등을 통해 반일운동의 저변이 확대되고 있는 상황에서 정부가 강경하게 나가자, 학생들은 6월 3일부터 몇 군데에서 수백 명이 집단을 이루어 체포를 각오하고 계속 활동을 하기도 했다. 4일까지 체포된 이들은 1,000명 가까이 되었다. 학생들의 이와 같은 혁명적 투쟁은 운동의 확대 및 영향을 가져왔다. 전국 각 도시에서 여러 민중이 동조하여 5.4운동에 함께 나섰다.

## 결과
돤치루이 정부는 전국 각지의 압력으로 1919년 6월 10일 일단 친일파 관리 3명을 파면시켰다. 강화조약의 조인거부를 둘러싸고 시위가 계속되면서 6월 28일 파리의 중국 대표단은 베르사유 강화조약의 조인을 거부했다. 시위자들로 인해 이 조약이 거부된 것으로 보아 5월 4일 이래 약 2개월간에 걸친 투쟁과 항쟁은 중국 정부에 영향을 끼쳤던 것임을 알 수 있다.

## 의의
5·4 운동은 중국 현대사에서 전통문화 국가인 중국이 서구 열강의 간섭으로 다시금 새로운 국면에 놓이는 데 있어서 중요한 사건이었다. 5·4 운동에서 중국 각계각층의 국민이 참여한 것은 서구 세계의 중국에 대한 처사에 강하게 실망하여 자신들의 정치적 의사를 표출하고 정부에 애국 의사를 나타낸 것이며, 이 사건에 의해 사후 전개가 무산계급 투쟁의 방향으로 진행되기도 했다.
5·4 운동은 민족주의 및 진보지식층•노동자 간의 연대 투쟁을 강조하는 레닌주의의 영향으로 노동자, 민중 사이에 더욱 격렬하게 확산될 수 있었다. 또한, 전통 사상과 고유문화에 대한 비판과 전복은 5·4 운동 이후로 이어지기도 했다. 5·4 운동은 넓은 의미에서 중국민이 일본 제국주의에 항거한 애국 시위의 성격도 있었기 때문에, 5·4 운동의 참여자가 모두 뒷날 중국 공산당의 노선을 따른 것은 아니다.
5·4 운동은 중국 공산당의 지도로 반제국주의, 반봉건주의와 신민주주의로 나아가는 출발점이었다는 관점과 더불어, 문화 대혁명과 같은 잇단 혁명에도 영향을 주었다는 시각도 존재한다.

## 같이 보기
| - 동아시아의 역사 - 신해혁명 - 21개조 요구 - 파리강화회의 - 3.1 운동 - 중국 국민당 | - 중국 공산당 - 신문화 운동 - 중화민국의 역사 - 북양 정부 - 제1차 국공합작 - 북벌 |